# طواف يوركشاير 2017
طواف يوركشاير 2017 (بالإنجليزية: Tour de Yorkshire )‏ هو سباق دراجات هوائية، وهو الموسم رقم 3 من نفس السباق، وأقيم خلال الفترة 28 أبريل 2017، وحتى 30 أبريل 2017، وامتدّ لمسافة 491 كيلومتر، وهو أحد سباقات طواف أوروبا للدراجات 2017، وقد شارك في السباق 135 متسابقاً ووصل إلى نهايته 100 متسابقاً.
فاز فيه بالمركز الأول سيرج باولس، وبالمركز الثاني عمر فريل، وبالمركز الثالث جوناثان إيفيرت، والفريق الفائز في ترتيب الفرق دايمنشن داتا 2017.

## الفرق
| فرق عالمية (7)- BMC Racing Team - Orica-Scott - Dimension Data - سنويب - Katusha-Alpecin - Lotto NL-Jumbo - سكاي فرق قارية محترفة (5)- أكوا بلو سبورت 2017 ‏ - Cofidis, Solutions Crédits - Direct Énergie - رومبوت تشارلز ‏ - ديلكو ‏ فرق قارية (5)- ONE Pro Cycling ‏ - JLT–Condor ‏ - Madison Genesis ‏ - كانيون ايسبرج ‏ - Vitus Pro Cycling Team p/b Brother UK ‏ فريق وطني- فريق المملكة المتحدة لركوب الدراجات للرجال 2017 ‏ |  |
| |  |

## المراحل
| قائمة المراحل | قائمة المراحل | قائمة المراحل           | قائمة المراحل      | قائمة المراحل | قائمة المراحل   | قائمة المراحل   |
| المرحلة       | التاريخ       | الدورة                  |                    | المسافة (كم)  | الفائز بالمرحلة | القائد العام    |
| ------------- | ------------- | ----------------------- | ------------------ | ------------- | --------------- | --------------- |
| 1             | 28 أبريل      | Bridlington ‏ – سكاربورو | مرحلة جبلية        | 174           | ديلان جروينويغن | ديلان جروينويغن |
| 2             | 29 أبريل      | Tadcaster ‏ – هاروغيت    | مرحلة جبلية        | 122.5         | ناصر بوهاني     | كاليب إيوان     |
| 3             | 30 أبريل      | برادفورد – شفيلد        | مرحلة جبلية متوسطة | 194.5         | سيرج باولس      | سيرج باولس      |

## النتيجة

### مرحلة 1
هي مرحلة جبلية، أجريت في 28 أبريل 2017، وامتدّت لمسافة 174 كيلومتر فاز بالمرحلة ديلان جروينويغن، ومتصدر الترتيب العام في نهاية المرحلة ديلان جروينويغن.
| التصنيف العام | التصنيف العام     | التصنيف العام   | التصنيف العام                | التصنيف العام |        |
| الدراج        | الدراج            | البلد           | الفريق                       | الوقت         | السرعة |
| ------------- | ----------------- | --------------- | ---------------------------- | ------------- | ------ |
| 1.            | ديلان جروينويغن   | هولندا          | لوتو إن إل-جامبو             | 4 س 09 د 28 ث |        |
| 2.            | كاليب إيوان       | أستراليا        | أوريكا سكوت                  | + 4 ث         |        |
| 3.            | Chris Opie ‏       | المملكة المتحدة | Bike Channel-Canyon          | + 6 ث         |        |
| 4.            | انجيل مادرازو     | إسبانيا         | Delko-Marseille Provence-KTM | + 8 ث         |        |
| 5.            | ناصر بوهاني       | فرنسا           | كوفيديس                      | + 10 ث        |        |
| 6.            | ستيل فون هوف      | أستراليا        | ONE Pro Cycling              | + 10 ث        |        |
| 7.            | كريستيان سباراغلي | إيطاليا         | دايمنشن داتا                 | + 10 ث        |        |
| 8.            | أندريه لوويج      | هولندا          | Roompot-Nederlandse Loterij  | + 10 ث        |        |
| 9.            | أدم بليث          | المملكة المتحدة | Aqua Blue Sport              | + 10 ث        |        |
| 10.           | بابتيست بلانكايرت | بلجيكا          | كاتوشا ألبيسين               | + 10 ث        |        |

### مرحلة 2
هي مرحلة جبلية، أجريت في 29 أبريل 2017، وامتدّت لمسافة 122.5 كيلومتر فاز بالمرحلة ناصر بوهاني، ومتصدر الترتيب العام في نهاية المرحلة كاليب إيوان.
| التصنيف العام | التصنيف العام     | التصنيف العام   | التصنيف العام                | التصنيف العام |        |
| الدراج        | الدراج            | البلد           | الفريق                       | الوقت         | السرعة |
| ------------- | ----------------- | --------------- | ---------------------------- | ------------- | ------ |
| 1.            | كاليب إيوان       | أستراليا        | أوريكا سكوت                  | 6 س 55 د 17 ث |        |
| 2.            | ناصر بوهاني       | فرنسا           | كوفيديس                      | + 2 ث         |        |
| 3.            | ديلان جروينويغن   | هولندا          | لوتو إن إل-جامبو             | + 2 ث         |        |
| 4.            | Chris Opie ‏       | المملكة المتحدة | Bike Channel-Canyon          | + 8 ث         |        |
| 5.            | جوناثان إيفيرت    | فرنسا           | Direct Énergie               | + 8 ث         |        |
| 6.            | انجيل مادرازو     | إسبانيا         | Delko-Marseille Provence-KTM | + 10 ث        |        |
| 7.            | كريستيان سباراغلي | إيطاليا         | دايمنشن داتا                 | + 12 ث        |        |
| 8.            | ستيل فون هوف      | أستراليا        | ONE Pro Cycling              | + 12 ث        |        |
| 9.            | أدم بليث          | المملكة المتحدة | Aqua Blue Sport              | + 12 ث        |        |
| 10.           | سورين كراغ أندرسن | الدنمارك        | سنويب                        | + 12 ث        |        |

### مرحلة 3
هي مرحلة جبلية متوسطة، أجريت في 30 أبريل 2017، وامتدّت لمسافة 194.5 كيلومتر فاز بالمرحلة سيرج باولس، ومتصدر الترتيب العام في نهاية المرحلة سيرج باولس.
| الدراج | الدراج | البلد | الفريق | الوقت | السرعة |  |

## التصنيف العام النهائي
| التصنيف العام | التصنيف العام      | التصنيف العام    | التصنيف العام   | التصنيف العام  |        |
| الدراج        | الدراج             | البلد            | الفريق          | الوقت          | السرعة |
| ------------- | ------------------ | ---------------- | --------------- | -------------- | ------ |
| 1.            | سيرج باولس         | بلجيكا           | دايمنشن داتا    | 11 س 53 د 04 ث |        |
| 2.            | عمر فريل           | إسبانيا          | دايمنشن داتا    | + 6 ث          |        |
| 3.            | جوناثان إيفيرت     | فرنسا            | Direct Énergie  | + 7 ث          |        |
| 4.            | برنت بوكوالتر      | الولايات المتحدة | بي إم سي راسينغ | + 18 ث         |        |
| 5.            | ماثيو هولمز (دراج) | المملكة المتحدة  | Madison Genesis | + 20 ث         |        |
| 6.            | ماوريتس لامرتينك   | هولندا           | كاتوشا ألبيسين  | + 20 ث         |        |
| 7.            | مارك كريستيان      | المملكة المتحدة  | Aqua Blue Sport | + 20 ث         |        |
| 8.            | تاو غايغن هارت     | المملكة المتحدة  | سكاي            | + 20 ث         |        |
| 9.            | Lennard Hofstede ‏  | هولندا           | سنويب           | + 20 ث         |        |
| 10.           | Joey Rosskopf ‏     | الولايات المتحدة | بي إم سي راسينغ | + 35 ث         |        |

### تصنيف النقاط
| تصنيف النقاط | تصنيف النقاط      | تصنيف النقاط    | تصنيف النقاط        | تصنيف النقاط |        |
| الدراج       | الدراج            | البلد           | الفريق              | النقاط       | السرعة |
| ------------ | ----------------- | --------------- | ------------------- | ------------ | ------ |
| 1.           | كاليب إيوان       | أستراليا        | أوريكا سكوت         | 24 نقطة      |        |
| 2.           | جوناثان إيفيرت    | فرنسا           | Direct Énergie      | 23 نقطة      |        |
| 3.           | ديلان جروينويغن   | هولندا          | لوتو إن إل-جامبو    | 22 نقطة      |        |
| 4.           | سيرج باولس        | بلجيكا          | دايمنشن داتا        | 18 نقطة      |        |
| 5.           | عمر فريل          | إسبانيا         | دايمنشن داتا        | 12 نقطة      |        |
| 6.           | Kamil Gradek ‏     | بولندا          | ONE Pro Cycling     | 10 نقطة      |        |
| 7.           | كريستيان سباراغلي | إيطاليا         | دايمنشن داتا        | 10 نقطة      |        |
| 8.           | Chris Opie ‏       | المملكة المتحدة | Bike Channel-Canyon | 9 نقطة       |        |
| 9.           | سيباستيان مورا    | إسبانيا         | Raleigh GAC         | 8 نقطة       |        |
| 10.          | Harry Tanfield ‏   | المملكة المتحدة | Bike Channel-Canyon | 8 نقطة       |        |

## وصلات خارجية
- الموقع الرسمي
- طواف يوركشاير 2017 على موقع إحصائيات الدراجات الإحترافية (الإنجليزية)